# Rudolf Hoernle
August Friedrich Rudolf Hoernle, född 1841 nära Agra i Indien, död 12 november 1918, var en tysk sanskritist. 
Hoernle studerade i Tyskland, återvände till Indien, verkade där först inom missionen i Meerut 1865, blev professor vid "Jay Narains College" i Benares 1870, erhöll inträde i "Indian education service" 1881, var en tid rektor vid det muslimska universitetet i Calcutta ävensom chef för "Asiatiska sällskapet i Bengalen". År 1899 återgick han till privatlivet och var därefter bosatt i Oxford.
Hoernles huvudsakliga verk är A Comparative Grammar of the Gaudian Languages (1880), A Comparative Dictionary of the Bihāri Language (tillsammans med George Abraham Grierson; två delar 1885-1889; ofullbordad), The Bower Manuscript (1896), Report on the British Collection of Central Asian Antiquities (1902), Studies in the Medicine of Ancient India (I, Osteology, 1906) samt upplagor av Chands "Prithvirāja Rasāu", jainatexten "Uvāsagadasāo the seventh Anga of the Jains" och prakritgrammatiken Caudras "Prākrta Lakshanam".